# Tilos (gmina)
Tilos (gr. Δήμος Τήλου, Dimos Tilu) – gmina w Grecji, w administracji zdecentralizowanej Wyspy Egejskie, w regionie Wyspy Egejskie Południowe, w jednostce regionalnej Rodos. W jej skład wchodzi między innymi wyspa Tilos. Siedzibą gminy jest Megalo Chorio. W 2011 roku liczyła 780 mieszkańców.